# معركة جبل كلويد
معركة جبل كلويد (بالإنجليزية: Battle of Cloyd's Mountain)‏ هي معركة بين قوات الاتحاد والكونفدرالية خلال الحرب الأهلية الأمريكية وهي بمثابة نصر لقوات الاتحاد وقعت المعركة في ولاية فرجينيا الغربية يوم 9 مايو 1864 والتي سمحت لقوات الاتحاد بتدمير خط المواصلات الأخير الذي يربط تينيسي بفيرجينيا.

## النتائج
كانت معركة Cloyd's Mountain قصيرة وتضمنت عددًا قليلًا من القوات، ولكنها تعد من أشد المعارك قسوة ووحشية في الحرب. استغرقت المشاركة ما يزيد قليلاً عن ساعة، كانت الخسائر كبيرة بالنسبة للقوات المشاركة. فقد خسر كروك 688 رجلاً، أي حوالي 10٪ من قوته. هلي الجانب الآخر خسر الكونفدراليون عددًا أقل من الرجال — 538 — لكن ذلك بلغ 23٪ من إجمالي قوتهم. تعتبر المعركة انتصارًا لصالح قوات الاتحاد لأن كروك كان قادرًا على تدمير خط السكة الحديدية في فرجينيا وتينيسي في دبلن بفيرجينيا، كما تمكن أفريل أيضًا من تدمير العديد من جسور السكك الحديدية على طول الخط نفسه، مما أدى إلى قطع أحد شريان الحياة الحيوي الأخير للكونفدرالية وفي اليوم التالي للمعركة، دافعت القوات الكونفدرالية المتبقية دون جدوى عن جسر للسكك الحديدية فوق النهر الجديد القريب.

### قوات الاتحاد

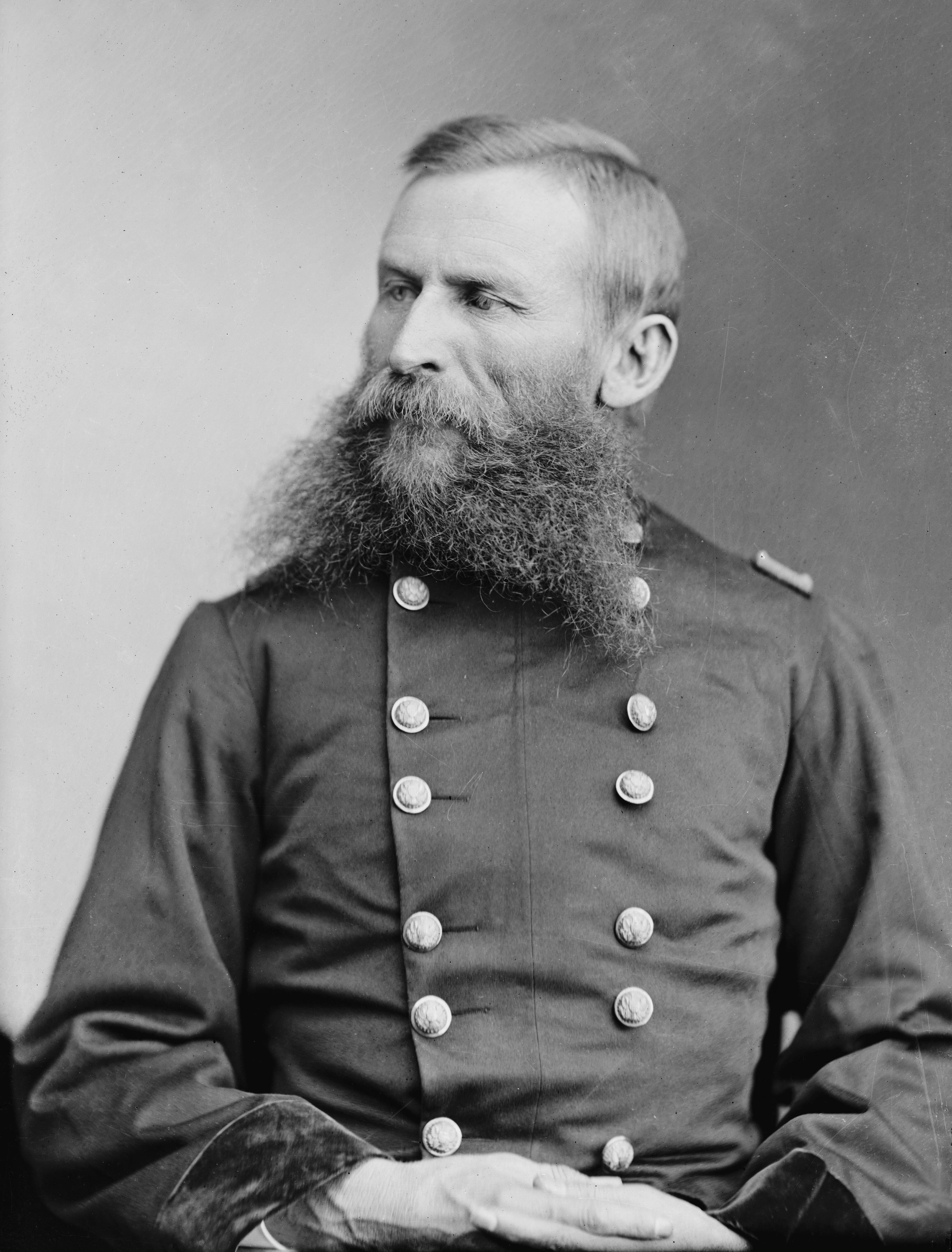
الجنرال جورج كروك

شعبة كناوة — العميد الجنرال جورج كروك
- اللواء الأول — العقيد راذرفورد ب. هايز
- اللواء الثاني — العقيد كار بي وايت
- اللواء الثالث — العقيد هوراشيو جي
- المدفعية — النقيب. جيمس ر. ماكميلين

### قوات الكونفدرالية

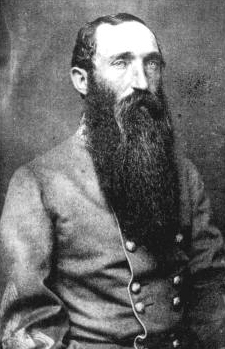
الجنرال ألبرت ج. جينكينز

- اللواء الرابع — العقيد جون ماكسيلاند
- المدفعية — النقيب. توماس إيه برايان (جريح)
- لواء مورغان — العميد. الجنرال جون هانت مورغان (وصل اللواء في وقت متأخر وشارك فقط في التراجع)